# Беленький, Олег Валерьевич
Олег Валерьевич Беленький (род. 24 июля 1979) — российский самбист, бронзовый призёр чемпионата России по боевому самбо 2013 года, кандидат в мастера спорта России. Выступал в тяжёлой весовой категории (свыше 100 кг). Его тренерами были Лазарев и Бондаренко. Боец смешанных единоборств. По состоянию на 2021 год провёл два боя и оба выиграл досрочно (один нокаутом и один удушением сзади).

## Спортивные результаты

### Боевое самбо
- Чемпионат России по боевому самбо 2013 года — ;

### Смешанные боевые искусства
| Результат | Рекорд | Соперник          | Способ                     | Турнир                            | Дата                 | Раунд | Время | Место             | Примечание |
| --------- | ------ | ----------------- | -------------------------- | --------------------------------- | -------------------- | ----- | ----- | ----------------- | ---------- |
| Победа    | 2-0    | Алексей Бахтояров | Нокаутом (удар)            | Bars Night Battle 2               | 19 августа 2017 года | 1     | 1:10  | Россия, Белгород  |            |
| Победа    | 1-0    | Александр Косарев | Сабмишном (удушение сзади) | M-1 Challenge — 2009 Selections 6 | 5 сентября 2009 года | 1     | 2:11  | Россия, Махачкала |            |